# 辻本満丸
辻本 満丸（つじもと みつまる、1877年（明治10年）12月4日 - 1940年（昭和15年）4月24日）は、日本の応用化学者。スクアレンを発見した事で知られている。

## 経歴・人物
翻訳者の辻本一貫の子として東京に生まれる。第一高等学校卒業後、東京帝国大学（現在の東京大学）に入学し応用化学を学んだ。卒業後に農商務省附属の東京工業試験所に入り、主に生物に含まれる油脂成分専門の研究助手となる。後に技師に就任し1915年（大正4年）から1930年（昭和5年）の退官まで、同試験所の第二部長となり、多くの生物における油脂化学研究や調査を行った。特にフジクジラ、カラスザメ、カスミザメ等サメを中心に油脂成分の研究に没頭した事により、「スクアレン」と呼ばれる新しい化学成分を発見、命名した事で名を馳せた。また、魚類に多く含まれるDHAの元となったクルパノドン酸も発見した事でも知られている。応用科学以外にも、試験所に勤務中に全国各地を登山した事や「日本山岳会」の創設者として知られ、赤石山脈に所在する鳳凰山に発見した新しい植物を調査し、その中からキキョウ科の植物「ホウオウシャジン」を命名した事でも知られた。

## 受賞歴
- 日本化学会桜井賞 - 1918年（大正7年）受賞[3]。
- 学士院恩賜賞 - 1920年（大正9年）受賞[3]。

その他にも工学博士を取得している。